# 智利擬殘臂鮃
智利擬殘臂鮃為輻鰭魚綱鰈形目鰈亞目無臂鮃科的其中一種，為溫帶海水魚，分布於東南太平洋智利南部及南冰洋海域，棲息深度200-365公尺，體長可達11公分，棲息在底層水域，生活性不明。